# The Fruit That Ate Itself
The Fruit That Ate Itself è il terzo EP del gruppo musicale statunitense Modest Mouse, pubblicato nel 1997.

## Tracce
1. Sunspots - 0:38
2. The Waydown - 2:30
3. Fruit - 0:52
4. Dirty Fingernails - 3:20
5. Sunspots in the House of the Late Scapegoat - 2:42
6. The Fruit That Ate Itself - 3:17
7. Way Down - 0:43
8. Summer - 3:12
9. Karma's Payment - 3:28